# Pfaffensteigtunnel
| Streckennummer (DB): | 4706                 |                                              |                                              |
| Streckenlänge: | 11 km                |                                              |                                              |
| Spurweite: | 1435 mm (Normalspur) |                                              |                                              |
| Streckenklasse: | D4                   |                                              |                                              |
| Stromsystem: | 15 kV 16,7 Hz ~      |                                              |                                              |
| Maximale Neigung: | 35 ‰                 |                                              |                                              |
| Minimaler Radius: | 275 m                |                                              |                                              |
| Streckengeschwindigkeit: | 200 km/h             |                                              |                                              |
| Zugbeeinflussung: | ETCS L2oS            |                                              |                                              |
| Zweigleisigkeit: | durchgehend          |                                              |                                              |
| |                      |                                              |                                              |
| \| \| \| von Stuttgart Filder Heerstraße \| \| \| \| 1,8 \| Stuttgart Flughafen Fernbahnhof \| Stuttgart Flughafen Fernbahnhof \| \| \| 2,0 \| nach Stuttgart Filder Plieningen (höhenfrei) \| nach Stuttgart Filder Plieningen (höhenfrei) \| \| \| 2,5 \| Schnellfahrstrecke Ulm–Stuttgart \| Schnellfahrstrecke Ulm–Stuttgart \| \| \| 4,0 \| Schnellfahrstrecke Stuttgart–Ulm \| Schnellfahrstrecke Stuttgart–Ulm \| \| \| 4,0 \| Flughafenschleife Stuttgart \| Flughafenschleife Stuttgart \| \| \| 7,5 \| Stuttgart–Filderstadt (S-Bahn) \| Stuttgart–Filderstadt (S-Bahn) \| \| \| 13,0 \| Westportal Pfaffensteigtunnel \| Westportal Pfaffensteigtunnel \| \| \| \| von Stuttgart (höhenfrei) \| \| \| \| \| Böblingen Mönchsbrunnen (Abzw) \| \| \| \| \| nach Horb \| \| \| \| \| \| \| \| Quellen: [2] \| \| \| \| |                      |                                              |                                              |
| Strecke (außer Betrieb) (im Tunnel) |                      | von Stuttgart Filder Heerstraße              | von Stuttgart Filder Heerstraße              |
| Bahnhof (Strecke außer Betrieb) (im Tunnel) | 1,8                  | Stuttgart Flughafen Fernbahnhof              | Stuttgart Flughafen Fernbahnhof              |
| Abzweig geradeaus und nach rechts (Strecke außer Betrieb) (im Tunnel) | 2,0                  | nach Stuttgart Filder Plieningen (höhenfrei) | nach Stuttgart Filder Plieningen (höhenfrei) |
| Kreuzung (Strecken außer Betrieb) (im Tunnel) | 2,5                  | Schnellfahrstrecke Ulm–Stuttgart             | Schnellfahrstrecke Ulm–Stuttgart             |
| Kreuzung (Strecken außer Betrieb) (im Tunnel) | 4,0                  | Schnellfahrstrecke Stuttgart–Ulm             | Schnellfahrstrecke Stuttgart–Ulm             |
| Kreuzung mit Tunnelstrecke (Strecken außer Betrieb) (im Tunnel) | 4,0                  | Flughafenschleife Stuttgart                  | Flughafenschleife Stuttgart                  |
| Kreuzung (Strecke geradeaus außer Betrieb) (im Tunnel) | 7,5                  | Stuttgart–Filderstadt (S-Bahn)               | Stuttgart–Filderstadt (S-Bahn)               |
| Tunnelende (Strecke außer Betrieb) | 13,0                 | Westportal Pfaffensteigtunnel                | Westportal Pfaffensteigtunnel                |
| Abzweig ehemals geradeaus und von rechts |                      | von Stuttgart (höhenfrei)                    | von Stuttgart (höhenfrei)                    |
| ehemalige Blockstelle |                      | Böblingen Mönchsbrunnen (Abzw)               | Böblingen Mönchsbrunnen (Abzw)               |
| Strecke |                      | nach Horb                                    | nach Horb                                    |
| |                      |                                              |                                              |
| Quellen: |                      |                                              |                                              |

Der Pfaffensteigtunnel, anfänglich bis 2022 auch als Gäubahntunnel bezeichnet, ist ein in Planung befindlicher Eisenbahntunnel, mit dem die bestehende Bahnstrecke Stuttgart–Horb auf Höhe des Haltepunkts Goldberg (Württ) unterirdisch mit dem künftigen Bahnhof Stuttgart Flughafen Fernbahnhof verbunden werden soll.
Der Tunnel ist Teil des Projekts Gäubahn Nord, das auch Streckenertüchtigungen auf 200 km/h bis zum Haltepunkt Böblingen Goldberg umfasst. Er soll mehrere im Rahmen von Stuttgart 21 zuvor geplante Infrastrukturmaßnahmen ersetzen: die Flughafenkurve, die Rohrer Kurve, den dreigleisigen Ausbau des bestehenden Flughafenbahnhofs sowie den Ausbau der Bestandsstrecke zwischen Stuttgart-Rohr und Flughafen. Auch ein im Rahmen des Deutschlandtakts geplanter dreigleisiger Ausbau bei Herrenberg soll durch den Tunnel vermieden werden.

## Lage und Verlauf

Infrastrukturmaßnahmen im Rahmen von Stuttgart 21.
Bahnstrecke Stuttgart–Horb
Ursprüngliche S21-Planung
Pfaffensteigtunnel

Der Tunnel stellt eine Ergänzung zu der in Bau befindlichen Infrastruktur von Stuttgart 21 dar und ist Bestandteil des geplanten Deutschlandtakts. Die Strecke würde östlich vom Haltepunkt Goldberg ungefähr bei km 22 von der Bahnstrecke Stuttgart–Horb abzweigen  und nahezu genau in West-Ost-Richtung in zwei eingleisigen getrennten Röhren zwischen Oberaichen und Musberg in Richtung Leinfelden verlaufen. Auf der östlichen Seite unterquert der Tunnel die Neubaustrecke Stuttgart-Ulm und macht danach eine 180-Grad-Kehre und mündet in den Flughafentunnel Ost auf der Ostseite des Flughafen Fernbahnhofs. Auf diese Weise wird die Trasse um einen Kilometer verkürzt. Der Nah- und Fernverkehr wird dadurch vom S-Bahn-Verkehr getrennt. Dadurch ergibt sich ein stabilerer Betrieb und eine um mehrere Minuten kürzere Fahrzeit zwischen Böblingen und Flughafen Fernbahnhof.
Die beiden Röhren sollen durch 23 Verbindungsbauwerke miteinander verbunden werden. Im Bogen im Anschluss an den Bahnhof ist eine Rettungszufahrt mit Rettungsplatz vorgesehen. Beim Streckenkilometer 3,1 soll ein Startschacht für Tunnelvortriebsmaschinen entstehen. Der Tunnel schließt mit Streckenkilometer 2,0 an ein Verzweigungsbauwerk im Ostkopf des Flughafenbahnhofs an. Die zulässige Geschwindigkeit beträgt zunächst 80 km/h und wird zwischen den Streckenkilometern 2,6 und 3,1 in 5-km/h-Schritten auf 160 km/h angehoben.
Das Bauwerk soll in einer Tiefe von etwa 40 bis 70 Metern verlaufen. Die Südröhre soll rund 11,1 km lang werden (km 2,100 bis 13,134), die nördliche Röhre rund 11,3 km (km 2,110 bis km 13,339). Er wird damit zunächst den Landrückentunnel als längsten Eisenbahntunnel Deutschlands ablösen und ähnlich lang sein wie der geplante Tunnel Offenburg. Darüber hinaus sind mehrere geplante Tunnel des Brenner-Nordzulaufs länger. Der im Bau befindliche Fehmarnbelttunnel sowie der geplante Erzgebirgstunnel sind ebenfalls länger, liegen jedoch nicht durchgehend auf deutschem Staatsgebiet. Für das Projekt wurde ein Kreisquerschnitt mit 4,50 m Innenradius entwickelt, der für 200 km/h geeignet ist.
Pfaffensteig ist der Flurname eines auf Böblinger Markung liegenden Gewanns im Sindelfinger Wald, zwischen der Sindelfinger Markungsgrenze und dem Bach Berstlach beim Sindelfinger Wohnplatz Mönchsbrunnen.

## Geschichte

### Konzeption
Im Juni 2020 gab es erste Medienberichte über Überlegungen zu einem Tunnel in diesem Abschnitt. Laut Angaben von DB-Infrastrukturvorstand Ronald Pofalla von Mitte Oktober 2020 sei der Gäubahntunnel nicht mehr als eine „planerische Fiktion“, für die erst noch die Wirtschaftlichkeit nachgewiesen und die Finanzierung gesichert werden müsse.
Der Tunnel ist Teil des im März 2021 volkswirtschaftlich bewerteten Planfalls 40b des Projekts ABS Stuttgart – Singen – Grenze D/CH. Hinterlegt ist darin ein 12 km langer Tunnel für 160 km/h. Für den Abschnitt Flughafen NBS – Böblingen-Goldberg sind darin, zum Preisstand 2015, 919 Millionen Euro Kosten hinterlegt. Kurz zuvor war noch eine Entwurfsgeschwindigkeit von 200 km/h vorgesehen. Laut Angaben der Deutschen Bahn wäre die Lösung für 160 km/h nur geringfügig günstiger als eine 200-km/h-Lösung gewesen, die auch für die Umsetzung des Deutschlandtakts erforderlich sei. Das Gäubahn-Ausbaukonzept wurde im Juni 2023 durch SMA und Partner weiterentwickelt, seither für den Pfaffensteigtunnel und den anschließenden oberirdischen Bereich eine Lösung für weitgehend 200 km/h verfolgt.
Durch den Tunnel soll auf einer Länge von 13 km der Fern- und Regionalverkehr von den mit insgesamt zehn S-Bahnen pro Stunde und Richtung befahrenen S-Bahn-Strecke südlich von Stuttgart separiert werden. Damit soll die Fahrzeit für etwa 25.000 Reisende pro Tag um rund sechs Minuten verkürzt werden. Insbesondere soll der Fernverkehr damit eine Fahrlage erreichen, die schlanke Übergänge in Taktknoten wie Stuttgart, Tuttlingen und Singen ebenso schaffen soll, wie Übergabezeiten zur Schweiz. Neben Teilen des Projekts Stuttgart 21 soll der Pfaffensteigtunnel einen im Rahmen des Deutschlandtakts zuvor geplanten dreigleisigen Ausbau zwischen Gärtringen und Herrenberg ersetzen. Der Tunnel ist Teil des Projekts Gäubahn Nord, das auch Streckenertüchtigungen von 120 km/h auf 200 km/h bis zum Haltepunkt Böblingen Goldberg umfasst.

### Planung, Ausschreibung und Bauvorbereitung
Die Vorplanung war Ende 2021 im Gang und wurde im Juni 2022 abgeschlossen. In diesem Rahmen erfolgten zwischen Sommer und November 2021 insgesamt zehn Probebohrungen. Sie sind laut Bahnangaben Grundlage für die Planung der Gradiente. An den Bohrpunkten soll ferner der Grundwasserspiegel für fünf Jahre gemessen werden. Bis März 2022 wurde der Tunnel in der Planung und öffentlichen Diskussion noch als Gäubahntunnel bezeichnet.
Im November 2021 beauftragte die DB Netz die DB Projekt Stuttgart–Ulm mit der Planung. Im April 2022 wurden Projektsteuerungsleistungen für das Vorhaben ausgeschrieben. Die Leistungen sollen in drei Stufen, vom 2. Halbjahr 2022 bis Ende 2033, erbracht werden. Die Vorplanung war Mitte 2022 abgeschlossen. Im Weiteren soll „nach neuen Kriterien“ geplant und auch die bauliche Umsetzung beschleunigt werden. Anfang Mai 2022 sollten die Projektpartner von Stuttgart 21 entscheiden, ob die bestehenden Pläne derart modifiziert werden, dass sich der Pfaffensteigtunnel ohne größere Unterbrechung in das Gesamtsystem einfügen lässt. In diesem Fall soll der Flughafenbahnhof frühestens 2027 aus Richtung Ulm erreichbar werden. In der Lenkungskreissitzung am 2. Mai 2022 nahmen die Projektpartner zur Kenntnis, „dass die Vorabmaßnahmen im PFA 1.3a zur Anbindung des Pfaffensteigtunnels [...] realisiert werden“.
Im Juni 2022 genehmigte das Eisenbahn-Bundesamt eine Planänderung, die im Bereich östlich des Fernbahnhofs Flughafen den Bau zweier Aufweitungs- und Verzweigungsbauwerke vorsieht, die später einmal dem Anschluss des Tunnels dienen sollen. Im September 2022 wurde die Vergabe von Projektmanagementleistungen im Umfang von fünf Millionen Euro bekannt gemacht. Das Vorhaben soll im „Partnerschaftsmodell Schiene“ realisiert und somit wesentlich beschleunigt werden. Nach einer im Dezember 2022 veröffentlichten Vorankündigung wurden sechs Vergabepakete letztlich zwischen März und Mai 2023 ausgeschrieben.
Im Rahmen des „Partnerschaftsmodells Schiene“ sind neben dem Planer alle bauausführenden Unternehmen bereits ab Beginn der Entwurfs- und Genehmigungsphase eingebunden. Damit solle die „Qualität der Planung (…) deutlich erhöht und die üblichen Änderungen und Überarbeitungen zwischen den Planungsphasen, bei Trennung der Planungsleistungen und der Übergabe an die Ausführung (…) vermieden“ werden. Da auch die Bauablaufplanung und Teile der Bauvorbereitung von den ausführenden Unternehmen integral erstellt werden und früher beginnen, wird hier sowohl die Qualität verbessert als auch der Bauablauf stabilisiert und optimiert werden. Die Vergabe der Planungsleistungen, einschließlich einer Option für die Bauleistungen, erfolgte im Oktober 2023.
Die Genehmigungsplanung wurde zwischen April 2023 und März 2024 erstellt, ab November 2023 auch unter Mitwirkung der Allianz. Die Deutsche Bahn reichte die Planfeststellungsunterlagen für den Tunnel im April 2024 beim Eisenbahn-Bundesamt (EBA) ein und rechnete dabei mit einem Baubeginn 2026 und der Inbetriebnahme Ende 2032. Die Planfeststellungsunterlagen sollten vom 8. Juli bis 9. August 2024 veröffentlicht werden, die Einwendungsfrist einen Monat darüber hinaus laufen. Mit Einreichung des Planfeststellungsantrags soll die bisherige Antragstrasse im Planfeststellungsabschnitt 1.3b von Stuttgart aufgegeben werden. Gegen das Vorhaben wurden 375 private Einwendungen sowie 41 Stellungnahmen von Trägern öffentlicher Belange und acht Stellungnahmen von Vereinigungen vorgebracht. Die DB wollte im ersten Quartal 2025 ihre Erwiderungen fertigstellen. Das EBA wird entscheiden, ob ein Erörterungstermin durchgeführt werden soll. Die DB rechnet mit dem Planfeststellungsbeschluss, einschließlich eines Sofortvollzuges, im Dezember 2025. Der Verfahrensstand ist unklar (Stand: August 2025).
Für den anschließenden Streckenabschnitt (Planfeststellungsabschnitt 2) sollten die Unterlagen im Januar 2025 eingereicht werden. Der Beschluss wurde für Dezember 2026 erwartet. Die Einreichung erfolgte am 7. April 2025. Gründe für die Verzögerung wurden nicht genannt. Die Einwendungsfrist läuft vom 15. Juli bis 15. September 2025. Die DB rechnet mit dem Planfeststellungsbeschluss für November 2026.

### Bau und Inbetriebnahme
Vorabmaßnahmen sollten im 3. Quartal 2025 beginnen, die eigentliche Ausführung im Juli 2026. Die Bauzeit wird von der Deutschen Bahn mit „rund sechs Jahren“ veranschlagt. Der Tunnel soll auf einer Länge von 10 km mit zwei Tunnelvortriebsmaschinen vom Flughafen aus vorgetrieben werden. Im Stadtgebiet von Leinfelden-Echterdingen soll er mehr als 40 m unter der Oberfläche liegen. Tatsächlich begannen Vorabmaßnahmen bereits im 3. Quartal 2024, soll mit der Ausführung im Januar 2026 begonnen werden. Die oberirdischen Maßnahmen sollen ab November 2026 gebaut werden.
Die Inbetriebnahme des Tunnels ist für Ende 2032 geplant. Der Verband Region Stuttgart erwartet, anschließend das S-Bahn-Fahrplankonzept auf der Gäubahn bis Herrenberg optimieren zu können.

## Kosten und Finanzierung
Während die Planung läuft, ist die Finanzierung der baulichen Umsetzung des Vorhabens noch offen (Stand: März 2024). Die Kosten wurden im April 2024 mit 2,7 Milliarden Euro beziffert.
Laut einer Absichtserklärung vom 18. Juli 2022 stellen die Stuttgart-21-Projektpartner einen Festbetrag von 270 Millionen Euro für den Ausbau des Gäubahn-Nordabschnitts zur Verfügung. Die darauf aufbauende Finanzierung, einschließlich Kostenrisiken, übernimmt der Bund.

## Positionen
Die 2021 ins Amt gekommene grün-schwarze Koalition spricht sich im Koalitionsvertrag vom Mai 2021 aus für „die Umsetzung der im Zuge des Deutschlandtaktes vorgesehenen Bundesprojekte (…) des Ausbaus der Gäubahn zwischen Stuttgart und Singen mit dem langen Gäubahntunnel zum Flughafen“. „Zu einer für Projektänderungen notwendigen Anpassung des Finanzierungsvertrages zu Stuttgart 21“ sei die Regierung „bereit, sofern eine gleichwertige Umsetzungs- und Finanzierungsabsicherung ohne Zusatzkosten für das Land gesichert und eine schnellstmögliche Umsetzung gegeben ist“.
Der Stuttgarter Oberbürgermeister Frank Nopper befürwortet den Tunnel. Der Bundestagsabgeordnete Matthias Gastel (Bündnis 90/Die Grünen) knüpfte eine Änderung des S21-Finanzierungsvertrags für den Gäubahntunnel an die Bedingung, dass die CDU eine Ergänzungsstation am Hauptbahnhof mittrage, die Voraussetzung für das Wachstum auf der Schiene sei.
Im Februar 2022 bezeichnete der Staatssekretär im Bundesverkehrsministerium, Michael Theurer (FDP) den Tunnel als „die verkehrlich richtige Lösung“. Die Mitglieder des Interessenverbands Gäu-Neckar-Bodensee-Bahn haben sich einstimmig für den Bau des Tunnels ausgesprochen, wie dessen Vorsitzender Guido Wolf Anfang April 2022 mitteilte.

## Bahntechnik
Der Tunnel soll größtenteils eine Oberleitung der Bauart Re 200 erhalten, auf einer Länge von rund 1,2 km im Anschluss an den Flughafen sind Deckenstromschienen geplant.
Der Leit- und Sicherungstechnik im Tunnel soll, im Rahmen des Digitalen Knotens Stuttgart, durch ein Digitales Stellwerk gesteuert und mit dem Zugbeeinflussungssystem ETCS in der Ausprägung ETCS Level 2 ohne Signale ausgerüstet werden.
Als Zugfunk wird eine Ausrüstung mit FRMCS geplant. Dafür sind Funkstandorte im Abstand von einem Kilometer vorgesehen, um mittels Schlitzkabel einen Betrieb bei 1900 MHz zu ermöglichen. Parallel wird bis auf Weiteres auch eine Ausrüstung mit GSM-R geplant. Eine reine FRMCS-Ausrüstung wird angestrebt.